# Laura Tato Fontaíña
Laura Tato Fontaíña (Vigo, 14 de julio de 1951) es una estudiosa de la literatura gallega y especialista en teatro española.

## Trayectoria
Laura Tato se licenció en Filología Románica por la Universidad de Santiago de Compostela en 1973 y se doctoró en Filología Gallego-Portuguesa en 1996 por la Universidad de la Coruña.
Tras ejercer la docencia durante quince años en la enseñanza privada, fue Catedrática de Filologías Gallega y Portuguesa del Departamento de Letras de la Universidad de la Coruña hasta su jubilación en 2021.Reside en Ferrol.

Está especializada en teatro gallego, sobre todo en el de la etapa anterior a la guerra civil. Formó parte del equipo coordinador de la Historia de la Literatura Gallega, en 5 volúmenes, publicada por la AS-PG (Asociación Socio-Pedagóxica Galega) y A Nosa Terra entre 1996 y 1998. Fue la directora filológica de la Biblioteca Virtual Galega de la Universidad de la Coruña de 2001 a 2004. Desde su creación, en 1997, dirigió la Serie Azul, 'Literatura Teatral Gallega', de las publicaciones la Biblioteca-Arquivo Teatral Francisco Pillado Mayor de la Universidad de la Coruña, de la que fue coordinadora científica.

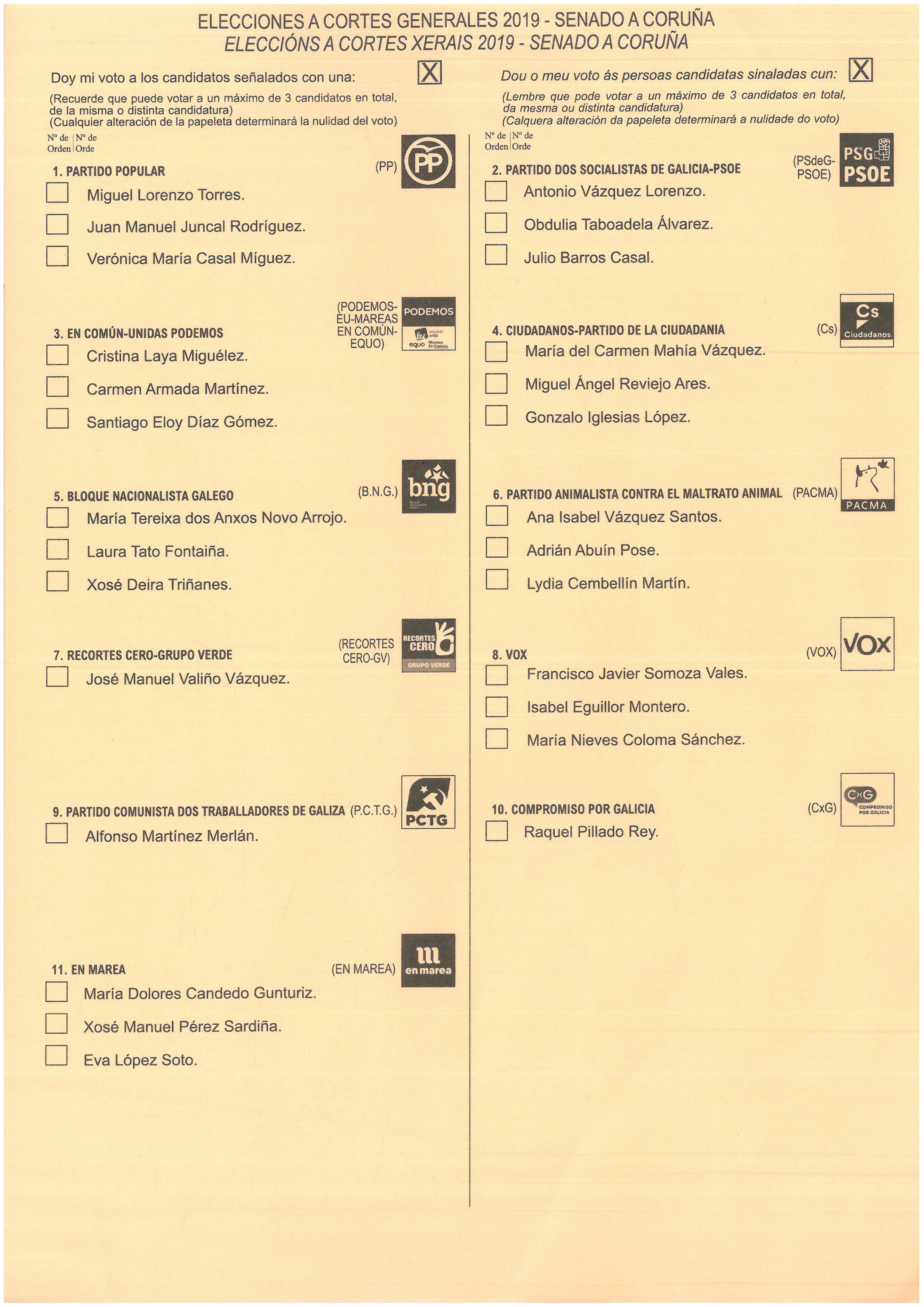
Papeleta para el Senado de las elecciones generales de España de abril de 2019.

Tato fue candidata del Bloque Nacionalista Gallego a senadora por la provincia de la Coruña en las elecciones generales de España en abril y noviembre de 2019.

## Obra

### Artículos
Laura Tato es autora de estos dos trabajos indispensables para conocer el teatro posterior a la guerra civil. 
- "O teatro actual", in V.V.A.A. (1996-1998): Historia da Literatura Galega, Vigo, A Nosa Terra. Volume V; p.p.: 1410-1440.
- "O teatro desde 1936", in Darío Villanueva (coordinador) (2001): Galicia. Literatura: A Literatura desde 1936 ata Hoxe: Poesía e Teatro, A Coruña, Hércules de Ediciones. Volume XXXIII; p.p.: 443-509.

### Ensayo
- O teatro de Eduardo Blanco Amor, Cadernos da Escola Dramática Galega.
- Teatro e Nacionalismo. Ferrol, 1915-1936 (1995). Laiovento.
- Teatro Galego (1915-1931) (1997). Laiovento.
- Historia do Teatro Galego. Das orixes a 1936 (1999) A Nosa Terra. ISBN 84-89976-98-8.
- Homenaxe a Carvalho Calero (2000, Concello de Ferrol).
- Escritos sobre teatro (2000). Biblioteca Arquivo Teatral "Francisco Pillado" UDC. ISBN 84-95322-57-9
- Literatura galega do século XX (2001). A Nosa Terra. ISBN 84-95350-33-5.
- A edición da poesía trobadoresca en Galiza (2008). Baía. ISBN 978-84-96893-65-8.
- Relación de noticias sobre teatro nos fondos da Biblioteca Arquivo Teatral 'Francisco Pillado Maior' (1882-1975) (2009). Universidade da Coruña. ISBN 978-84-9749-340-6.
- Estudos galego-brasileiros 3. Lingua, literatura identidade (2009). De Letras. Servizo de Edicións da UERJ, Río de Xaneiro (Brasil). ISBN 978-85-60559-08-4.
- Estudos galego-brasileiros 4. Lingua, literatura identidade (2010). UdC. ISBN 978-84-7824-635-9
- Roberto Vidal Bolaño. Unha vida para o teatro (2013). Toxosoutos. ISBN 978-84-15400-80-6.
- Do teatro ao cinema. Obras dramáticas e guións de Ramón Otero Pedrayo (2013). Sotelo Blanco. ISBN 978-84-7824-635-9.

### Ediciones
- O Cancioneiro de Pero Meendiz da Fonseca (1994). Universidade da Coruña.
- O bufón d'El Rei, de Vicente Risco. A lagarada, de Ramón Otero Pedrayo (1997). AS-PG/A Nosa Terra.
- Donosiña: drama en tres autos e un prólogo, de Xaime Quintanilla (1997). Universidade da Coruña.
- Escritos sobre teatro, de Ricardo Carvalho Calero (2000). Universidade da Coruña.
- Luís Manteiga: Teatro Galego (2003). Ediciós do Castro. ISBN 84-8485-129-X.
- O cancioneiro de Pero Meendiz da Fonseca. Edición crítica (2007). Dirección Xeral de Política Lingüística. Xunta de Galicia. ISBN 978-84-453-4543-6
- Azos de esguello, de Euloxio R. Ruibal (2010). Toxosoutos.
- O teatro nas Irmandades da Fala (2016). Real Academia Galega. ISBN 978-84-87987-97-7.

- Camino de Santiago, de Ramón Otero Pedrayo. Guión para una película (2018). Ed. Galaxia. ISBN 978-84-9151-175-5.

### Traducciones
- Memória acerca da Dramática Galega, de Galo Salinas, Cadernos de Teatro.

### Obras colectivas
- Ricardo Carvalho Calero, a dignidade Persoal (1994). Concello de Ferrol. Con Pilar Pallarés.
- Rafael Dieste (1995). AS-PG. Con Pilar Pallarés.
- A casamenteira, de Antonio Benito Fandiño (2000). Linteo. Con Xosé Ramón Barreiro y Carmen Blanco.
- Literatura Galega: Século XX (2001). A Nosa Terra.
- ¡Mal Ollo!... Comedia de ambente mariñeiro, de Cándido A. González (2004). Universidade da Coruña. Con Manuel Ferreiro y Xan Fraga.
- Documentos Para a Historia do Teatro Galego (1919-1924) (2005). Universidade da Coruña. Con Silvana Castro García.
- Luís Manteiga: Intres (1934-1935) (2005). Ediciós do Castro. Con Manuel Ferreiro.
- Normas de edición para a poesía trobadoresca galego-portuguesa/Guidelines for the Edition of Medieval Galician-Portuguese Troubadour Poetry (2007) Universidade da Coruña. Con Manuel Ferreiro e Carlos Paulo Martínez Pereiro.
- A edición da Poesía Trobadoresca en Galiza (2008). Baía Edicións. Con Manuel Ferreiro y Carlos Paulo Martínez Pereiro.
- Estudos Galego-Brasileiros. 3 (2009). De Letras (Río de Janeiro. Con Maria Amparo Tavares Maleval.
- Estudos galego-brasileiros. 4, Lingua, literatura, identidade (2010). Universidade da Coruña. Con Maria Amparo Tavares Maleval.
- Modelos de lingua e compromiso (2014). Baía.
- Os contos de Joselín. Primeiros documentos sonoros do teatro galego (1929-1954) (2014). eCental Folque. ISBN 978-84-940598-3-4.

## Premios
- Ganadora del IV Certamen de Investigación Lingüística y Literaria Ricardo Carvalho Calero, convocado por la Asociación Cultural Medulio y el Ayuntamiento de Ferrol, en el 1993, por Teatro y Nacionalismo. Ferrol 1915-1936.
- Ganadora del XVIII Premio Vicente Risco de Ciencias Sociales en el 2013, por Del teatro al cine. Obras dramáticas y guiones de Ramón Otero Pedrayo.